# Charlotte Caslick
Charlotte Caslick (Brisbane, 9 maart 1995) is een Australisch rugbyspeler.

## Carrière
Caslick won met de ploeg van Australië tijdens de Olympische Zomerspelen 2016 de Olympische gouden medaille. Caslick maakte tijdens dit toernooi in totaal zeven try’s.
Caslick maakte in 2020 de overstap naar Rugby League vanwege de uitstel van de Olympische Zomerspelen 2020 vanwege COVID-19.

## Erelijst

### Rugby Seven
- Olympische Zomerspelen:  2016